# Liste der Monuments historiques in Brienne-la-Vieille
Die Liste der Monuments historiques in Brienne-la-Vieille führt die Monuments historiques in der französischen Gemeinde Brienne-la-Vieille auf.

## Liste der Immobilien
| Bezeichnung                        | Beschreibung | Standort                                                                     | Kennzeichnung | Schutzstatus     | Datum     | Bild           |
| ---------------------------------- | --- | ---------------------------------------------------------------------------- | ------------- | ---------------- | --------- | -------------- |
| Römerstraße Troyes–Naix-aux-Forges | Abschnitt der Via Agrippa, Anfang des ersten Jahrhunderts nach Christus                                                    | innerorts im Zuge der heutigen D 443, südlich des Ortes östlich davon (Lage) | PA00078061    | Inscrit          | 1982      |                |
| Kirche St-Pierre-ès-Liens          | aus dem 16. Jahrhundert | Rue Alexandre Hugot (Lage)                                                   | PA00078059    | Classé           | 1907      | weitere Bilder |
| Mühle                              | Fachwerkgebäude, 18. oder 19. Jahrhundert; mit wasserbaulichen Anlagen und technischer Ausstattung; weitgehend abgebrochen | Chemin du Moulin (Lage)                                                      | PA00078060    | Inscrit gelöscht | 1987 2011 |                |
| Kloster Basse-Fontaine             | Kreuzgang, 12. Jahrhundert                                                                                                 | westlich des Ortes (Lage)                                                    | PA00078057    | Inscrit          | 1926      | weitere Bilder |
| Wegekreuz                          | Schmiedeeisen, 1738 | Rue Général Leclerc de Hauteclocque (Lage)                                   | PA00078058    | Classé           | 1916      | weitere Bilder |

## Liste der Objekte
| Bezeichnung                                      | Beschreibung | Standort                                      | Kennzeichnung | Schutzstatus | Datum | Bild |
| ------------------------------------------------ | --- | --------------------------------------------- | ------------- | ------------ | ----- | ---- |
| Zwei Glocken                                     | Bronze, ursprünglich 1517 und 1543 gegossen, Neuguss 1884                                                                    | in der Kirche St-Pierre-ès-Liens (Lage)       | PM10000361    | Classé       | 1913  |      |
| Skulpturengruppe Maria und Verkündigungsengel    | Kalkstein, weiß getüncht und vergoldet, 14. Jahrhundert                                                                      | in der Kirche St-Pierre-ès-Liens (Lage)       | PM10000363    | Classé       | 1961  |      |
| Skulptur Johannes der Täufer                     | Kalkstein, weiß getüncht und vergoldet, 16. Jahrhundert; aus der Abtei Basse-Fontaine                                        | in der Kirche St-Pierre-ès-Liens (Lage)       | PM10000364    | Classé       | 1961  |      |
| Behälter für die heiligen Öle                    | Silber, um 1800; im Musée Napoléon in Brienne-le-Château deponiert                                                           | in der Kirche St-Pierre-ès-Liens (Lage)       | PM10003664    | Inscrit      | 1995  |      |
| Patene                                           | Silber, vergoldet, zweite Hälfte des 19. Jahrhunderts; im Musée Napoléon in Brienne-le-Château deponiert                     | in der Kirche St-Pierre-ès-Liens (Lage)       | PM10003666    | Inscrit      | 1995  |      |
| Skulptur Petrus in Ketten                        | Holz, übertüncht und vergoldet, 17. Jahrhundert                                                                              | in der Kirche St-Pierre-ès-Liens (Lage)       | PM10000367    | Classé       | 1961  |      |
| Kanzel                                           | Holz, 18. Jahrhundert | in der Kirche St-Pierre-ès-Liens (Lage)       | PM10000368    | Classé       | 1961  |      |
| Nikolausaltar                                    | Altartisch und Retabel; Holz, farbig gefasst, sowie Ölfarbe auf Holz, 18. Jahrhundert                                        | in der Kirche St-Pierre-ès-Liens (Lage)       | PM10000369    | Classé       | 1961  |      |
| Kirchenfenster                                   | aus dem 16. Jahrhundert | in der Kirche St-Pierre-ès-Liens (Lage)       | PM10000357    | Classé       | 1904  |      |
| Skulptur Madonna mit Kind (1)                    | Kalkstein, übertüncht und vergoldet, 16. Jahrhundert                                                                         | in der Kirche St-Pierre-ès-Liens (Lage)       | PM10000359    | Classé       | 1894  |      |
| Kreuzigungsgruppe                                | Holz, farbig gefasst, 16. Jahrhundert                                                                                        | in der Kirche St-Pierre-ès-Liens (Lage)       | PM10000366    | Classé       | 1961  |      |
| Reliquiar für den Finger von Johannes dem Täufer | Kupfer, vergoldet, 14. Jahrhundert                                                                                           | in der Kirche St-Pierre-ès-Liens (Lage)       | PM10000358    | Classé       | 1894  |      |
| Paxtafel Auferstehung Christi                    | Bronze, versilber, 17. Jahrhundert; im Musée Napoléon in Brienne-le-Château deponiert                                        | in der Kirche St-Pierre-ès-Liens (Lage)       | PM10003660    | Inscrit      | 1995  |      |
| Firstaufsatz                                     | Blei, 16. Jahrhundert | außen an der Kirche St-Pierre-ès-Liens (Lage) | PM10000362    | Classé       | 1913  |      |
| Skulptur Heiliger Sebastian                      | Holz, übertüncht und vergoldet, 16. Jahrhundert                                                                              | in der Kirche St-Pierre-ès-Liens (Lage)       | PM10000365    | Classé       | 1961  |      |
| Taufbecken                                       | Kalkstein, 17. Jahrhundert                                                                                                   | in der Kirche St-Pierre-ès-Liens (Lage)       | PM10000371    | Inscrit      | 1983  |      |
| Skulptur Madonna mit Kind (2)                    | Kalkstein, 14. Jahrhundert; im Musée Napoléon in Brienne-le-Château deponiert                                                | in der Kirche St-Pierre-ès-Liens (Lage)       | PM10000360    | Classé       | 1908  |      |
| Gemälde Taufe Jesu                               | Ölfarbe auf Holz, 18. Jahrhundert; verschwunden                                                                              | in der Kirche St-Pierre-ès-Liens (Lage)       | PM10000370    | Classé       | 1961  |      |
| Ziborium                                         | Silber, vergoldet, Kupfer, versilbert, um 1800 von Jean-Ange-Joseph Loque; im Musée Napoléon in Brienne-le-Château deponiert | in der Kirche St-Pierre-ès-Liens (Lage)       | PM10003661    | Inscrit      | 1995  |      |
| Kelch und Patene                                 | Silber, vergoldet, zweite Hälfte des 19. Jahrhunderts; im Musée Napoléon in Brienne-le-Château deponiert                     | in der Kirche St-Pierre-ès-Liens (Lage)       | PM10003662    | Inscrit      | 1995  |      |
| Kelch                                            | Silber, vergoldet, um 1800; im Musée Napoléon in Brienne-le-Château deponiert                                                | in der Kirche St-Pierre-ès-Liens (Lage)       | PM10003663    | Inscrit      | 1995  |      |
| Monstranz                                        | Silber, vergoldet, 1867 von Marie Thierry; von Napoleon III. gestiftet; im Musée Napoléon in Brienne-le-Château deponiert    | in der Kirche St-Pierre-ès-Liens (Lage)       | PM10003665    | Inscrit      | 1995  |      |
| Kruzifix                                         | Holz, farbig gefasst, 19. Jahrhundert                                                                                        | in der Kirche St-Pierre-ès-Liens (Lage)       | PM10003659    | Inscrit      | 1996  |      |